# Вегетативные клетки
Вегетативные клетки — это 1) клетка, никак не принимающая участия в половом размножении; 2) стремительно возрастающая колония микробных культур, пребывающих в подходящих для данного вида условиях. 3) неспециализированная клетка многоклеточных микроорганизмов.

## Описание
У одних разновидностей клетки размещаются поодиночно, у других объединены в цепочки. Мобильные спорообразующие анаэробы владеют множественными перитрихиально размещенными жгутиками. Однако существуют также стационарные разновидности, не имеющие жгутиков.
У грибов вегетативная репродукция заключается в способности развиваться в отдельности от материнской части мицелия (артроспоры). Артроспоры возникают в следствии распадения гиф на единичные клетки, любая из которых может развится в отдельный организм. Они хорошо переносят плохие условия и прорастают чаще, чем мицелий.это вететативная форма